# Ambleville (Charente)
Ambleville é uma comuna francesa na região administrativa da Nova Aquitânia, no departamento de Charente. Estende-se por uma área de 5,09 km². Em 2010 a comuna tinha 177 habitantes (densidade: 34,8 hab./km²).

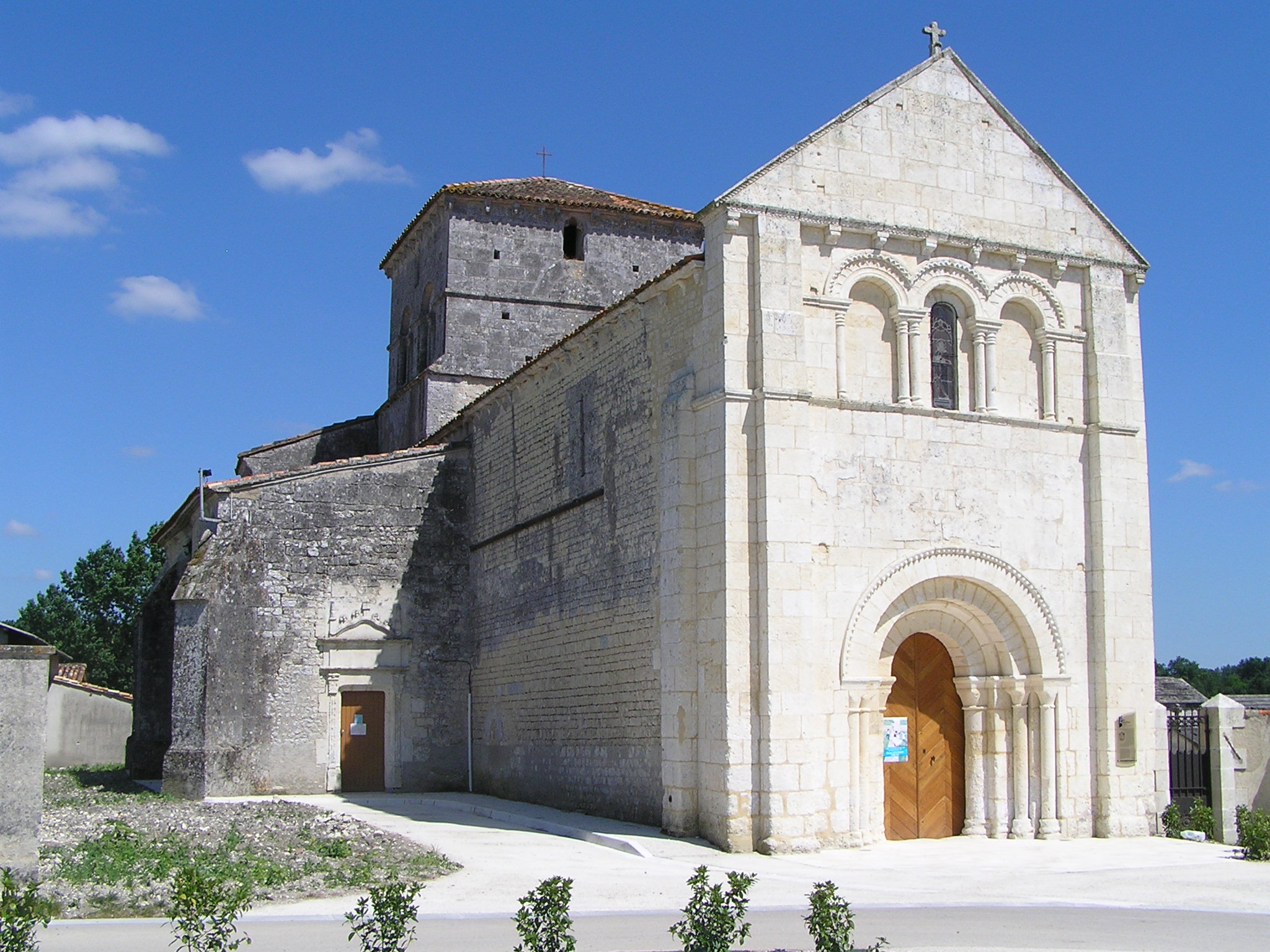